# Vrh Škrli
Vrh Škrli – szczyt górski w Alpach Julijskich na terenie Słowenii. Znajduje się w paśmie górskim Spodnje bohinjske, poniżej szczytu Bogatin, na północ od Doliniki. Źródła różnie określają wysokość tej góry – 1922 m n.p.m, 1924 m n.p.m. lub 1926 m n.p.m.

## Dostęp
Wymieniona jest większość znakowanych szlaków turystycznych:
- Koča pri Savici – Vrh Škrli 4 h 35 min
- Planina Polog – Vrh Škrli (przez dolinę Dobrenjščico) 4 h 35 min
- Planina Govnjač – Vrh Škrli 45 min